# Cliscouët
Le quartier de Cliscouët est un quartier de la ville de Vannes. Il est situé au sud du centre-ville, à l'ouest de l'embouchure du port de Vannes et au nord du parc du Golfe.

## Histoire
Les voies anciennes qui parcouraient le quartier ont subsisté dans le parcellaire actuel. Le prolongement de la rue Madame Molé en rue de Cliscouët est l'articulation principale du quartier. 
Ancien village, Cliscouët n'a pas subi de transformations importantes dans sa structure par rapport au cadastre ancien. En 1930, un grand lotissement est créé au nord puis la construction de nouveaux ensembles d'habitation dans les années 1960 à 1970 a provoqué la création de la paroisse Notre-Dame de Lourdes, ainsi que la construction d'une école privée.

## Vie de quartier

### Lieux importants
- Paroisse Notre-Dame de Lourdes

### Écoles
- École maternelle et primaire de Cliscouët

### Sources
- Quartier de Cliscouët sur patrimoine.region-bretagne.fr